# Liste der Landräte des Landkreises Goslar
Die Liste der Landräte des Landkreises Goslar gibt einen Überblick über die Landräte und Oberkreisdirektoren im Landkreis Goslar von 1952 bis heute.

## Liste der Hauptverwaltungsbeamten des Landkreises Goslar
| Amtszeit  | Name                | Lebensdaten | Bemerkungen                                                                                  |
| --------- | ------------------- | ----------- | -------------------------------------------------------------------------------------------- |
| 1885–1892 | Berthold Thon       | * 1847      | ab 1. April 1892 Polizeidirektor in Stettin                                                  |
| 1892–1919 | Arthur Emil Bredt   |             |                                                                                              |
| 1919–1930 | Karl Tappen         |             |                                                                                              |
| 1930–1932 | Karl Langsdorff     | † 1932      | am 8. März 1932 verstorben                                                                   |
| 1932–1938 | Hermann Rotberg     | 1873–1945   | am 1. August 1938 in den Ruhestand getreten                                                  |
| 1938–1941 | Adolf Bierwirth     |             | im April 1941 zur Wehrmacht eingezogen                                                       |
| 1941–1945 | Rudolf Tiedemann    | 1906–1978   | am 24. April 1945 entlassen                                                                  |
| 1945      | Paul Eyferth        | 1872–1956   | von der Militärregierung eingesetzt                                                          |
| 1945–1946 | Wilhelm Neddermeier | 1885–1964   |                                                                                              |
| 1946–1948 | Otto Duwald         |             |                                                                                              |
| 1948–1950 | Otto Fricke         |             |                                                                                              |
| 1950–1952 | Walter Janzig       |             |                                                                                              |
| 1952–1954 | Wilhelm Engel       |             |                                                                                              |
| 1954–1961 | Walter Janzig       |             |                                                                                              |
| 1961–1974 | Wilhelm Engel       |             |                                                                                              |
| 1974      | Ernst Fricke        | 1912–1983   |                                                                                              |
| 1974–1977 | Günther Rottsahl    |             |                                                                                              |
| 1977–1981 | Wilhelm Baumgarten  | 1913–1996   |                                                                                              |
| 1981–1986 | Heinz Pahl          |             |                                                                                              |
| 1986–1996 | Klaus Homann        | 1937–2004   |                                                                                              |
| 1996–1999 | Horst Brennecke     |             |                                                                                              |
| 1999–2006 | Peter Kopischke     | * 1942      |                                                                                              |
| 2006–2013 | Stephan Manke       | * 1967      | wurde 2013 zum Staatssekretär im Niedersächsischen Ministerium für Inneres und Sport ernannt |
| 2013–2021 | Thomas Brych        | * 1959      |                                                                                              |
| seit 2021 | Alexander Saipa     | * 1976      |                                                                                              |